# Neue Synagoge (Wyssokaje)

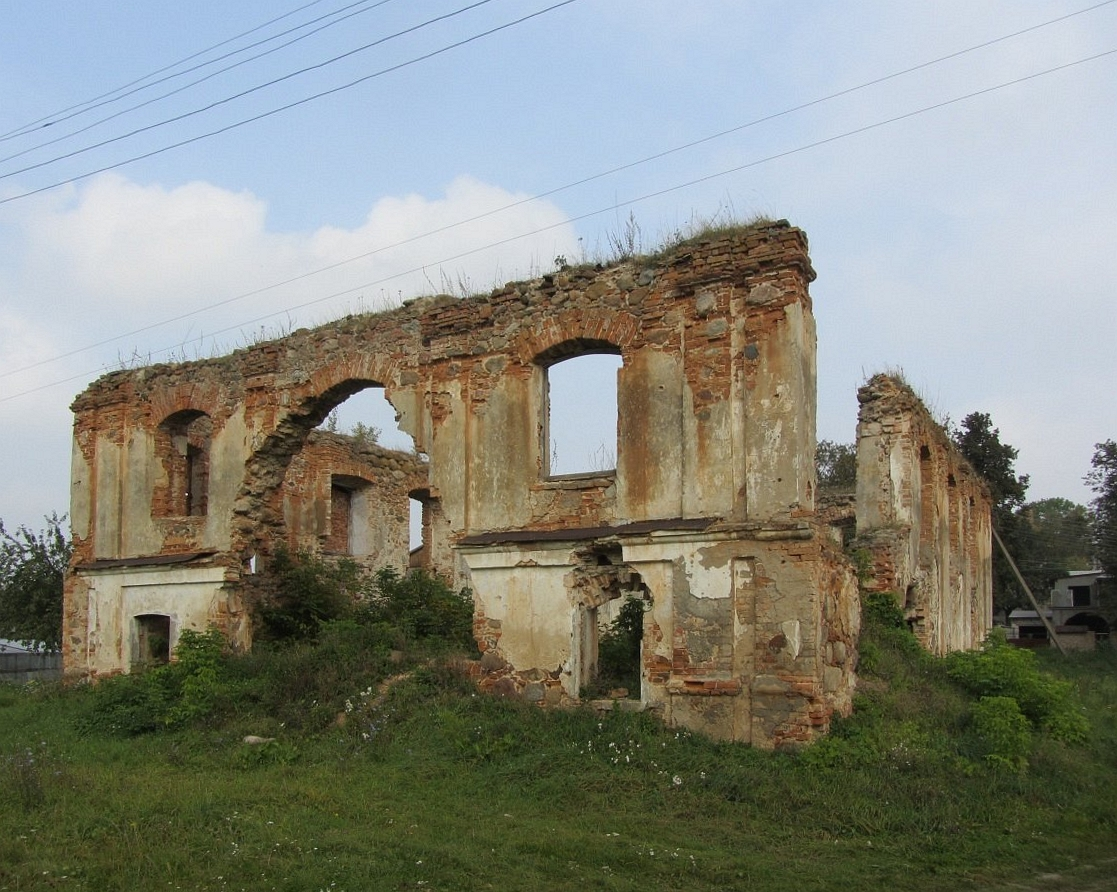
Neue Synagoge in Wyssokaje (2014)

Die Neue Synagoge in Wyssokaje, einer belarussischen Stadt im Rajon Kamjanez der Breszkaja Woblasz, wurde Ende des 18. Jahrhunderts erbaut. Die Synagoge wurde während des Zweiten Weltkriegs beschädigt und danach zweckentfremdet. Heute steht das Gebäude leer und verfällt.
In Wyssokaje war vor 1941 der Anteil der jüdischen Bevölkerung sehr hoch. Der überwiegende Teil der jüdischen Bevölkerung wurde von den deutschen Besatzern während des Holocausts ermordet.